# Normanella dubia
Normanella dubia is een eenoogkreeftjessoort uit de familie van de Normanellidae. De wetenschappelijke naam van de soort is voor het eerst geldig gepubliceerd in 1880 door Brady & Robertson D..